# Antônio Carlos Furtado de Mendonça
António Carlos Furtado de Mendonça (Lisboa, 1728 -22 de Março de 1803) foi um militar e administrador colonial português.

## Biografia
Passou ao Brasil como comandante do Regimento de Moura.
Nomeado governador militar da Ilha de Santa Catarina (1775), ao assumir o governo entrou em conflito com o governador da Capitania de Santa Catarina, Pedro Antônio da Gama Freitas. Ainda ao assumir o cargo, apelou ao Vice-Rei do Estado do Brasil, 2º marquês do Lavradio, para reforçar a guarnição de Santa Catarina, dada precária situação em que encontrou as tropas, a inexistência de uma força naval e um iminente ataque espanhol.
Em seu governo foram concluídos o Forte de São Luís da Praia de Fora e o Forte de Santa Bárbara da Vila, até então incompletos. Determinou erguer a Estacada da Praia de Fora, possivelmente entre os Forte de São Francisco Xavier da Praia de Fora e o de São Luís, visando prevenir um desembarque por aquele trecho do litoral. Também mandou abrir uma estrada ligando a Capital ao atual bairro de Itacorubi, visando facilitar as comunicações com as fortificações ao norte da Ilha.
Exerceu o cargo até à invasão espanhola em 1777. Materializada esta, escreveu uma carta ao marquês de Lavradio, datada de 24 de fevereiro, data da queda da Fortaleza de São José da Ponta Grossa, justificando-a:
"O poder dos castelhanos é sem questão desproporcionado, pois trazendo elles 10.000 homens, que defensa poderemos fazer com uma tropa que não chega a 2.000 em que entram auxiliares de Ordenanças?"
Nos autos da subsequente devassa que apurou as responsabilidades pela queda da Ilha, foi conduzido ao Rio de Janeiro, onde apresentou pessoalmente a sua defesa, acusando o comandante da Esquadra Portuguesa na região, Almirante Robert McDouall. Apesar de ter obtido a anistia em 1786, ficou impedido para o exercício de qualquer função pública.